# Abel Gómez Moreno
Abel Gómez Moreno noto semplicemente come Abel (Siviglia, 20 febbraio 1982) è un allenatore di calcio ed ex calciatore spagnolo, di ruolo centrocampista, tecncio dell'Antequera.

## Carriera
Ha giocato nella massima serie spagnola con Real Murcia, Xerez e Granada, e in quella rumena con la Steaua Bucarest.